# Florian Szary

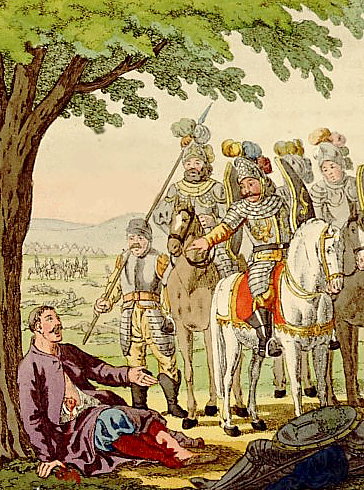
Władysław Łokietek i Florian Szary po bitwie pod Płowcami 1331

Herb Jelita, z symboliką nawiązującą do legendy Floriana Szarego

Florian Szary – legendarny polski rycerz z XIV wieku, uważany za protoplastę rodu Zamoyskich herbu Jelita, spopularyzowany przez Józefa Ignacego Kraszewskiego w powieści Jelita.
Według legendy, wzmiankowanej przez Jana Długosza, Florian Szary pochodził z niewielkiego grodu Surdęga (obecnie wieś Majkowice), leżącego 8 km na północ od Przedborza, będącego wówczas grodem królewskim. Miał siostrę Jankę. Był rycerzem w służbie wojewody sieradzkiego i uczestniczył wraz z drużyną w wojnach toczonych przez Władysława Łokietka. Pochodził ze szlachty posługującej się herbem Koźlarogi – w pierwotnej wersji na tarczy herbowej umieszczone było w polu czerwonym pół rogatego kozła. Florian wsławił się podczas bitwy pod Płowcami w 1331 roku, kiedy to broniąc zagrożonego króla miał się rzucić na komtura Heinricha Reussa von Plauena, po czym został przebity trzema krzyżackimi kopiami. Po bitwie król, objeżdżając pobojowisko, ujrzał Floriana Szarego wtłaczającego z powrotem w brzuch swoje wnętrzności. Medycy królewscy zdołali uratować mu życie, a król w uznaniu postawy nadał rycerzowi nowe włości oraz nowy herb: Jelita, w którym pół kozła przeniesiono do klejnotu herbowego, a w polu herbowym umieszczono trzy złote kopie (oszczepy) rycerskie. Lepiej potwierdzone w źródłach są postacie domniemanych potomków legendarnego rycerza. Floriana Szarego za jednego z protoplastów rodu uważali Kamoccy, Borzobohaci, Myśliborscy, Żeromscy, Fabiccy, Nowosieleccy, Słowińscy a szczególna pamięć o walecznym przodku przetrwała w rodzie Zamoyskich.
Zamoyscy założyli szereg miast i wsi nazwanych od imienia Floriana lub jego herbów, m.in. Szarogród, Koźlerogi i niegdysiejsze miasto Jelitów, a także osadę leśną Florianka w Ordynacji Zamojskiej.
Nie istnieją dokumenty historyczne potwierdzające udział Floriana Szarego w bitwie pod Płowcami. Jednakże członkowie rodów szlacheckich podających tę postać za swego protoplastę pozostawili szereg materialnych śladów legendy. Są to między innymi murowane dwory w Majkowicach (oraz krzyż z datą 1331 w miejscu nazywanym Boża Męka koło „castrum Surdęga”) i Bąkowej Górze, dąb Florian w miejscowości Florianka, być może także nazwa miejscowości Szarowola oraz dzieła literackie, m.in. panegiryki pisane przez Tiedemanna Giesego i Walentego Schreckiusa, wywodzące ród Zamoyskich od Floriana Szarego.
Postać rycerza wspomina Wacław Potocki w Transakcji wojny chocimskiej:

(...) szary Floryan na pobojowisku

Gdy w się pchał wytoczone jelita na ziemię,

Łokietkowi królowi odpowiedział, że mię

Bardziéj boli zły sąsiad w méj wiosce niźli ta

Rana, przez którą ze mnie wypadły jelita!

Ztąd Jelita Zamojskich, trzy złożone groty,

Wieczna pamiątka, wieczny charakter ich cnoty;

W rodach tych imię Florian przechodziło z pokolenia na pokolenie. Nosił je m.in. biskup krakowski Florian z Morska z rodu Koźlerogów. Kluczową scenę z legendy o Florianie Szarym przedstawił w 1909 r. Wojciech Kossak w obrazie Łokietek i Florian Szary po bitwie pod Płowcami.